# 李祥 (北魏)
李祥（？—？），字元善，赵郡平棘县（今河北省石家庄市赵县）人，出自赵郡李氏东祖，北魏官员。

## 生平
李祥传继家学，得到乡邻和宗族的尊重，魏太武帝拓跋焘诏令州郡举荐贤良，李祥应举，对策符合皇帝心意，出任中书博士。当时北魏的南部还没有归附，魏太武帝御驾亲征，派遣尚书韩元兴率领军队从青州出兵，李祥为军司。北魏军队进入刘宋的国境，到了陈汝，淮北的民众有七千多户前往北魏军前投降，北魏将他们迁到兖州和豫州南部，设置淮阳郡以安置他们，任命李祥为淮阳郡太守，加号绥远将军。流民前来归附的有一万多家，李祥奖励农业生产，百姓安居乐业。魏太武帝嘉奖李祥，赐给他衣服和马匹。李祥后升任河间郡太守，以威恩适度而知名。太安年间，朝廷征召李祥担任中书侍郎，河间郡百姓一千多人上书请求让李祥多留几年，魏文成帝拓跋濬不答应。李祥后在任内去世，朝廷追赠定州刺史、平棘子，谥号宪。

## 家庭

### 父亲
- 李曾，北魏赵郡太守、柏仁懿子

### 兄弟
- 李孝伯，北魏使持节、散骑常侍、平西将军、泰州刺史、宣城文昭公

### 子女
- 李安世，北魏安平将军、相州刺史、假节、赵郡公
- 李氏，嫁北魏平远将军、武邑郡太守崔辩[3]
- 李氏，嫁北魏南河镇将邢修年[4]